# Hibernian Football Club 2012-2013
Questa voce raccoglie le informazioni riguardanti l'Hibernian Football Club nelle competizioni ufficiali della stagione 2012-2013.

## Stagione
- In Scottish Premier League l'Hibernian si classifica al 7º posto (51 punti), tra Dundee Utd e Aberdeen.
- In Scottish Cup perde la finale contro il Celtic (0-3).
- In Scottish League Cup viene eliminato al secondo turno dal Queen of the South (2-0).

## Maglie e sponsor
| Casa | Trasferta |

## Rosa
| N. |                             | Ruolo | Calciatore              |
| -- | --------------------------- | ----- | ----------------------- |
| 1  | Inghilterra (bandiera)      | P     | Ben Williams            |
| 2  | Irlanda (bandiera)          | D     | Tim Clancy              |
| 3  | Irlanda del Nord (bandiera) | D     | Ryan McGivern           |
| 4  | Scozia (bandiera)           | D     | Paul Hanlon             |
| 6  | Scozia (bandiera)           | D     | James McPake (capitano) |
| 7  | Irlanda (bandiera)          | C     | Gary Deegan             |
| 8  | Honduras (bandiera)         | C     | Jorge Claros            |
| 9  | Scozia (bandiera)           | A     | Leigh Griffiths         |
| 10 | Irlanda (bandiera)          | A     | Eoin Doyle              |
| 11 | Scozia (bandiera)           | C     | Paul Cairney            |
| 14 | Scozia (bandiera)           | C     | David Wotherspoon       |
| 16 | Scozia (bandiera)           | C     | Lewis Stevenson         |
| 18 | Irlanda (bandiera)          | D     | Alan Maybury            |
| 19 | Gambia (bandiera)           | D     | Pa Saikou Kujabi        |

| N. |                        | Ruolo | Calciatore        |
| -- | ---------------------- | ----- | ----------------- |
| 20 | Inghilterra (bandiera) | C     | Tom Taiwo         |
| 23 | Scozia (bandiera)      | C     | Danny Galbraith   |
| 24 | Scozia (bandiera)      | A     | Daniel Handling   |
| 26 | Scozia (bandiera)      | C     | Sam Stanton       |
| 28 | Scozia (bandiera)      | C     | Scott Robertson   |
| 29 | Scozia (bandiera)      | A     | Ross Caldwell     |
| 31 | Scozia (bandiera)      | P     | Sean Murdoch      |
| 32 | Finlandia (bandiera)   | A     | Shefki Kuqi       |
| 33 | Scozia (bandiera)      | C     | Alex Harris       |
| 35 | Scozia (bandiera)      | C     | Harry Monaghan    |
| 36 | Scozia (bandiera)      | D     | Bradley Donaldson |
| 38 | Scozia (bandiera)      | C     | Kevin Thompson    |
| 41 | Scozia (bandiera)      | P     | Paul Grant        |

### Staff tecnico
| Allenatore:                   | Pat Fenlon    |
| Allenatore in seconda:        | Walton Lowe   |
| Preparatore:                  | Watt Nicol    |
| Fisioterapista:               | Calum Rea     |
| Responsabile sett. giovanile: | Bill Hendry   |
| Allenatore portieri:          | Scott Thomson |

## Risultati

### Scottish Premiership
| Arbitro: | Craig Thomson |

|                                                       |           |  |
| Johnny Russell 3’ Jon Daly 74’ Michael Gardyne 90'+1’ | Marcatori |  |

| Arbitro: | Willie Collum |

|                     |           |                 |
| Leigh Griffiths 45’ | Marcatori | 29’ Andy Driver |

| Arbitro: | Craig Charleston |

|                     |           |                                         |
| Steven Thompson 63’ | Marcatori | 15’ Leigh Griffiths 61’ Leigh Griffiths |

| Arbitro: | Kevin Clancy |

|                                |           |  |
| Paul Hanlon 45’ Eoin Doyle 53’ | Marcatori |  |

| Arbitro: | Iain Brines |

|                                           |           |                                 |
| Mikael Lustig 10’ James McPake 69’ (aut.) | Marcatori | 53’ Tim Clancy 73’ Paul Cairney |

| Arbitro: | Steven McLean |

|                                              |           |                  |
| Leigh Griffiths 14’ Eoin Doyle 45'+1’ (rig.) | Marcatori | 32’ Danny Racchi |

| Arbitro: | Euan Norris |

|                                      |           |                                   |
| Eoin Doyle 23’ David Wotherspoon 31’ | Marcatori | 39’ Conor Pepper 81’ Richie Foran |

| Arbitro: | Calum Murray |

|                               |           |                |
| Niall McGinn 4’ Gavin Rae 71’ | Marcatori | 33’ Eoin Doyle |

| Arbitro: | Willie Collum |

|                                                                 |           |  |
| Eoin Doyle 29’ Leigh Griffiths 51’ (rig.) David Wotherspoon 74’ | Marcatori |  |

| Arbitro: | Steven McLean |

|                                                          |           |                                     |
| Stuart Kettlewell 9’ Iain Vigurs 34’ Colin McMenamin 83’ | Marcatori | 6’ Leigh Griffiths 45’ James McPake |

| Arbitro: | Stevie O'Reilly |

|  |           |                                                                                                   |
|  | Marcatori | 28’ David Wotherspoon 64’ (rig.) Leigh Griffiths 74’ (rig.) Leigh Griffiths 90'+6’ Danny Handling |

| Arbitro: | Alan Muir |

|                                         |           |                  |
| Leigh Griffiths 37’ Leigh Griffiths 65’ | Marcatori | 32’ Kenny McLean |

| Arbitro: | Craig Thomson |

|                                    |           |                        |
| Leigh Griffiths 19’ Eoin Doyle 51’ | Marcatori | 53’ Gary Mackay-Steven |

| Arbitro: | Brian Colvin |

|                                                               |           |                     |
| Kyle Benedictus 21’ Steven Milne 47’ Kevin McBride 52’ (rig.) | Marcatori | 90’ Leigh Griffiths |

| Arbitro: | Bobby Madden |

|  |           |                  |
|  | Marcatori | 77’ Niall McGinn |

| Arbitro: | Craig Thomson |

|  |           |                  |
|  | Marcatori | 82’ Paul Cairney |

| Arbitro: | Crawford Allan |

|                                                  |           |  |
| Ross Draper 13’ Richie Foran 76’ Billy McKay 87’ | Marcatori |  |

| Arbitro: | Steven McLean |

|                               |           |                                                  |
| Eoin Doyle 41’ Eoin Doyle 55’ | Marcatori | 64’ Jamie Murphy 80’ Jamie Murphy 87’ Bob McHugh |

| Arbitro: | Bobby Madden |

|                   |           |                |
| Paul Heffernan 6’ | Marcatori | 26’ Eoin Doyle |

| Arbitro: | John Beaton |

|  |           |                      |
|  | Marcatori | 57’ Richard Brittain |

| Arbitro: | Craig Thomson |

|                    |           |  |
| Leigh Griffiths 9’ | Marcatori |  |

| Edimburgo 3 gennaio 2013, ore 20:45 22ª giornata | Hearts        | 0 – 0 referto | Hibernian | Tynecastle Park (17.062 spett.)\| Arbitro: \| Willie Collum \| |
| Arbitro:                                         | Willie Collum |               |           |                                                                |

| Arbitro: | Craig Charleston |

|                            |           |               |
| Leigh Griffiths 49’ (rig.) | Marcatori | 8’ John Baird |

| Aberdeen 27 gennaio 2013, ore 13:30 24ª giornata | Aberdeen      | 0 – 0 referto | Hibernian | Pittodrie Stadium (7.184 spett.)\| Arbitro: \| Craig Thomson \| |
| Arbitro:                                         | Craig Thomson |               |           |                                                                 |

| Arbitro: | Bobby Madden |

|                  |           |  |
| Ivan Sproule 36’ | Marcatori |  |

| Arbitro: | Kevin Clancy |

|                     |           |                                                 |
| Leigh Griffiths 82’ | Marcatori | 23’ Rowan Vine 26’ Rowan Vine 58’ Patrick Cregg |

| Arbitro: | Willie Collum |

|  |           |                            |
|  | Marcatori | 72’ (rig.) Leigh Griffiths |

| Arbitro: | Alan Muir |

|                                          |           |                                      |
| John Rankin 6’ Johnny Russell 86’ (rig.) | Marcatori | 27’ James McPake 51’ Leigh Griffiths |

| Arbitro: | Dr John McKendrick |

|                                       |           |                                       |
| Ryan McGivern 85’ Leigh Griffiths 88’ | Marcatori | 46’ Sammy Clingan 86’ Jude Winchester |

| Edimburgo 10 marzo 2013, ore 13:45 30ª giornata | Hibernian   | 0 – 0 referto | Hearts | Easter Road Stadium (15.007 spett.)\| Arbitro: \| Euan Norris \| |
| Arbitro:                                        | Euan Norris |               |        |                                                                  |

| Arbitro: | Willie Collum |

|                                                                               |           |               |
| Michael Higdon 48’ James McFadden 54’ Kallum Higginbotham 67’ Tom Hateley 84’ | Marcatori | 23’ Tom Taiwo |

| Arbitro: | Craig Thomson |

|                     |           |                                    |
| Leigh Griffiths 59’ | Marcatori | 48’ Ross Draper 65’ Andrew Shinnie |

| Arbitro: | John Beaton |

|                                                     |           |  |
| Kris Commons 16’ Kris Commons 52’ Mikael Lustig 61’ | Marcatori |  |

| Edimburgo 22 aprile 2013, ore 20:30 34ª giornata | Hibernian     | 0 – 0 referto | Aberdeen | Easter Road Stadium (8.326 spett.)\| Arbitro: \| Steven McLean \| |
| Arbitro:                                         | Steven McLean |               |          |                                                                   |

| Arbitro: | Crawford Allan |

|                                                           |           |                                                            |
| Leigh Griffiths 31’ Ross Caldwell 67’ Leigh Griffiths 86’ | Marcatori | 60’ Esmaël Gonçalves 78’ Marc McAusland 82’ Marc McAusland |

| Arbitro: | Craig Charleston |

|                 |           |                                                   |
| Mark O'Hara 57’ | Marcatori | 10’ Scott Robertson 86’ Eoin Doyle 90’ Eoin Doyle |

| Arbitro: | Steven McLean |

|                 |           |                                          |
| Darren Barr 45’ | Marcatori | 48’ Leigh Griffiths 90'+1’ Ross Caldwell |

| Arbitro: | Brian Colvin |

|                       |           |  |
| David Wotherspoon 79’ | Marcatori |  |

### Scottish Cup
| Arbitro: | Calum Murray |

|                            |           |  |
| Marius Zaliukas 84’ (aut.) | Marcatori |  |

| Arbitro: | Iain Brines |

|                 |           |  |
| Gary Deegan 49’ | Marcatori |  |

| Arbitro: | John Beaton |

|                                            |           |                                                                                  |
| James Dayton 26’ Paul Heffernan 72’ (rig.) | Marcatori | 15’ Leigh Griffiths 39’ Matt Done 82’ Leigh Griffiths 89’ (rig.) Leigh Griffiths |

| Arbitro: | Iain Brines |

|                                                                         |           |                                                  |
| Alex Harris 51’ Leigh Griffiths 78’ Eoin Doyle 83’ Leigh Griffiths 115’ | Marcatori | 6’ Craig Sibbald 18’ Jay Fulton 30’ Blair Alston |

| Arbitro: | Willie Collum |

|  |           |                                               |
|  | Marcatori | 8’ Gary Hooper 31’ Gary Hooper 80’ Joe Ledley |

### Scottish League Cup
| Arbitro: | Bobby Madden |

|                                  |           |  |
| Nicky Clark 13’ Gavin Reilly 42’ | Marcatori |  |